# 小月
小月（おづき）とは、山口県下関市の小月地区（下関市役所支所設置条例で示された下関市役所小月支所の所管する区域）を指す地域名称。なお、旧下関市域のうち、JR小月駅を最寄り駅とする地域全体（小月に、清末、王喜、吉田を加えた地域。）を指す言葉として「小月」という語が使用されることがあるが、必ずしも正確ではない。
本項ではその前身の豊浦郡小月村（おづきむら）→小月町（おづきまち）についても述べる。

## 地域概要
下関中心市街地から北東へ約16km、下関市の東方に位置し、木屋川最下流域の西岸に位置する地域である。
登録人口は7,027人。（2009年2月28日現在、下関市役所ホームページによる。）
地区面積は8.09km2（2007年10月1日現在、下関市役所ホームページによる。）で、旧下関市内では一番面積が小さい。
土地利用は住宅と農地を主とする。ただし、小月駅北側と国道491号（旧国道2号）沿線に若干の商店があり、小月小島町に日清食品などの工場が立地する。
北は菊川地区、西は内日地区、東は王喜地区および吉田地区、南は清末地区と隣接する。
域内には、JR山陽本線、国道2号（小月バイパス）、国道491号（旧国道2号）、中国自動車道が通る。また、JR山陽本線小月駅と中国自動車道小月ICがある。

## 地名由来と地域のあゆみ
小月の地名は『武久氏文書』に｢小津木｣、『忌宮神社文書』に｢小月｣とある。由来は山の尾（裾野）の最後にあったために「尾付」と称したのが「小月」と転じた説、高尾山まで船が着いたことから「高尾着」と呼ばれていたのが省略されて「尾着」→「小月」となった説、小槻から転じた説などがある。古くから山陽道の宿場町として栄え、明治期に入って国道が整備されると、山口県中部・北部の菊川・豊田・萩へつながる道の分岐点として位置づくことになった。もとは旧豊浦郡に属する村（小月村）であったが、町制施行ののち1939年（昭和14年）に下関市へ編入した。

### 自治体としての沿革
- 1889年（明治22年）4月1日 - 町村制の施行により、豊浦郡小月村が単独で自治体を形成。
- 1932年（昭和7年）11月3日 - 小月村が町制施行して小月町となる。
- 1939年（昭和14年）5月17日 - 小月町が下関市に編入。同日小月町廃止。

## 主な施設・名所など
- 中国自動車道 小月IC
- JR山陽本線 小月駅
- 木屋川
- 日清食品下関工場
- シマノ下関工場

※小月航空基地（海上自衛隊）は、小月地区ではなく隣の王喜地区（松屋本町）にある。